# NGC 2606
NGC 2606 ist eine Spiralgalaxie vom Hubble-Typ Sbc im Sternbild Großer Bär. Sie ist schätzungsweise 596 Millionen Lichtjahre von der Milchstraße entfernt.
Das Objekt wurde am 16. Februar 1831 von John Herschel entdeckt.